# Arcidiocesi di Santa Fe de Antioquia

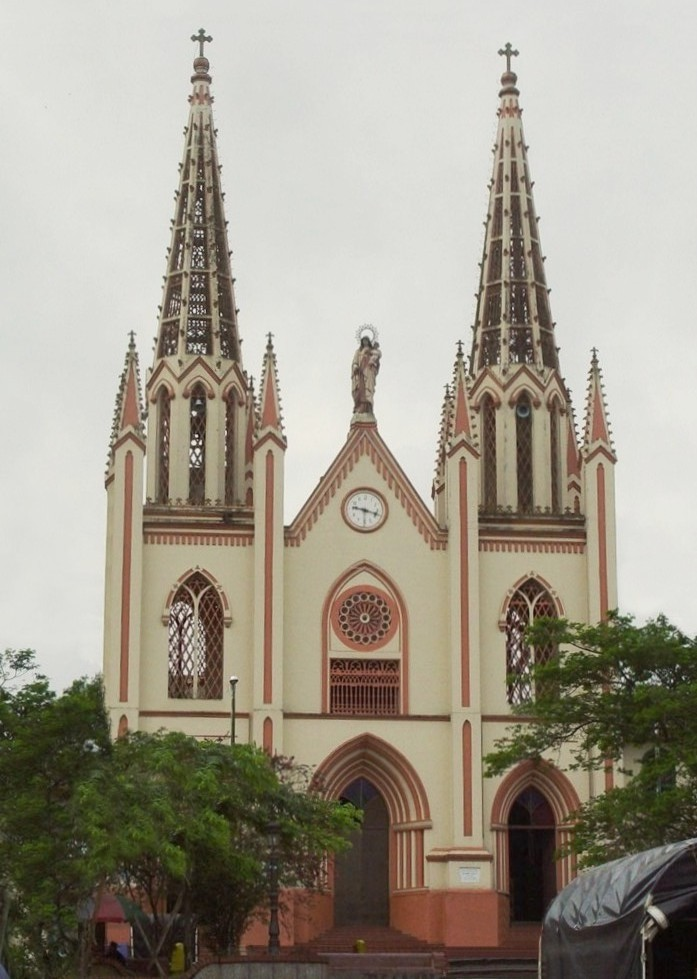
La basilica minore di Nostra Signora del Carmelo di Frontino.

L'arcidiocesi di Santa Fe de Antioquia (in latino: Archidioecesis Sanctae Fidei de Antioquia) è una sede metropolitana della Chiesa cattolica in Colombia. Nel 2022 contava 251.313 battezzati su 286.461 abitanti. È retta dall'arcivescovo Hugo Alberto Torres Marín.

## Territorio
L'arcidiocesi comprende per intero 18 comuni del dipartimento colombiano di Antioquia: Dabeiba, Cañasgordas, Caicedo, Uramita, Frontino, Giraldo, Buriticá, Abriaquí, Santa Fe de Antioquia, Urrao, Anzá, Ebéjico, San Jerónimo, Sopetrán, Olaya, Liborina, Sabanalarga, Peque. Inoltre appartengono all'arcidiocesi anche i distretti di Palmitas nel comune di Medellín e quello di Altamira nel comune di Betulia del medesimo dipartimento.
Sede arcivescovile è la città di Santa Fe de Antioquia, dove si trova la cattedrale dell'Assunzione di Maria Vergine. A Frontino sorge la basilica minore di Nostra Signora del Carmelo.
Il territorio si estende su una superficie di 9.925 km² ed è suddiviso in 49 parrocchie, raggruppate in 8 vicariati: Nuestra Señora de Chiquinquirá, Nuestra Señora del Perpetuo Socorro, San Pablo Apóstol, Santísima Trinidad, Juan Pablo II, San José, Nuestra Señora de la Asunción, San Lorenzo.

### Provincia ecclesiastica
La provincia ecclesiastica di Santa Fe de Antioquia, istituita nel 1988, comprende le seguenti suffraganee:
- diocesi di Apartadó,
- diocesi di Istmina-Tadó,
- diocesi di Quibdó,
- diocesi di Santa Rosa de Osos.

## Storia
La diocesi di Antioquia fu eretta il 31 agosto 1804, ricavandone il territorio dalle diocesi di Cartagena e di Popayán (oggi entrambe arcidiocesi) e dall'arcidiocesi di Santafé en Nueva Granada (oggi arcidiocesi di Bogotà). Originariamente era suffraganea dell'arcidiocesi di Santafé en Nueva Granada.
Il primo vescovo fu il francescano spagnolo Fernando Cano Almirante, il quale tuttavia, nel contesto del processo di indipendenza delle colonie americane, non poté prendere possesso della sede e nel 1825 fu trasferito alle Isole Canarie.
Il primo vescovo che si insediò ad Antioquia, con il permesso del governo repubblicano, fu il domenicano Mariano Garnica y Orjuela, che nel 1830 istituì il seminario diocesano. Al suo successore si deve la consacrazione della cattedrale nel 1837.
Il 14 febbraio 1868 in forza del decreto Apostolici ministerii della Congregazione Concistoriale fu soppressa e cedette il suo territorio a vantaggio dell'erezione della diocesi di Medellín (oggi arcidiocesi). Già il 29 gennaio 1873 con la bolla Super oecumenica di papa Pio IX la sede di Antioquia fu ristabilita e riebbe dalla diocesi di Medellín parte del suo antico territorio. Il 16 aprile 1875 cedette a Medellín altre 26 municipalità.
Il 24 febbraio 1902 la diocesi entrò a far parte della provincia ecclesiastica dell'arcidiocesi di Medellín.
Il 28 aprile 1908 cedette un'altra porzione di territorio a vantaggio dell'erezione della prefettura apostolica di Chocó.
Il 5 febbraio 1917 in virtù della bolla Quod catholicae di papa Benedetto XV cedette ancora una porzione di territorio a vantaggio dell'erezione della diocesi di Santa Rosa de Osos e nel contempo fu unita aeque principaliter alla diocesi di Jericó, che era stata eretta il 29 gennaio 1915, e assunse il nome di diocesi di Antioquia-Jericó.
Il 3 luglio 1941 in forza della bolla Universi dominici gregis di papa Pio XII la diocesi si divise, dando origine alla diocesi di Jericó e alla presente diocesi, che tornò alla precedente denominazione di diocesi di Antioquia. Contestualmente la diocesi di Antioquia si ingrandì con tre comuni (Anzá, Caicedo e Urrao) appartenuti alla diocesi di Jericó e con il territorio della soppressa prefettura apostolica di Urabá.
Il 14 novembre 1952 cedette un'ulteriore porzione di territorio a vantaggio dell'erezione del vicariato apostolico di Quibdó (oggi diocesi).
Il 18 giugno 1988 ha ceduto ancora una porzione di territorio a vantaggio dell'erezione della diocesi di Apartadó e nel contempo, in forza della bolla Spiritali sane di papa Giovanni Paolo II, è stata elevata al rango di arcidiocesi metropolitana con il nome attuale.
Il 22 novembre 2003 ha ceduto i comuni di Murindó e di Vigía del Fuerte alla diocesi di Quibdó, e al contempo si è ingrandita con i comuni di Ebéjico, Liborina, Peque, San Jerónimo, Sopetrán, Olaya, Sabanalarga e il distretto di Palmitas nel comune di Medellín, appartenuti alla diocesi di Santa Rosa de Osos.

## Cronotassi dei vescovi
- Sede vacante (1804-1818)

- Fernando Cano Almirante, O.F.M.Obs. † (21 marzo 1818 - 19 dicembre 1825 nominato vescovo delle Isole Canarie)
- Mariano Garnica y Orjuela, O.P. † (21 maggio 1827 - 10 agosto 1832 deceduto)
  - Sede soppressa (1832-1835)
  - José María Esteves † (19 dicembre 1834, ma 15 ottobre 1834 deceduto) (vescovo eletto postumo)
- Juan de la Cruz Gómez y Plata † (24 luglio 1835 - 1º dicembre 1850 deceduto)
  - Sede soppressa (1850-1854)
- Domingo Antonio Riaño Martínez † (13 gennaio 1854 - 20 luglio 1866 deceduto)
  - Sede soppressa (1868-1872)
- Joaquín Guillermo González † (21 marzo 1873 - 29 maggio 1882 dimesso)[2]
- Jesús María Rodríguez Balbín † (9 agosto 1883 - 30 luglio 1891 deceduto)
- Juan Nepomuceno Rueda † (30 gennaio 1892 - 1900 dimesso)[3]
- José María Villalba † (25 settembre 1900 - prima del 4 agosto 1901 deceduto)
- Manuel Antonio López de Mesa † (30 maggio 1902 - 15 maggio 1908 deceduto)
  - Sede soppressa (1908-1910)
- Maximiliano Crespo Rivera † (18 ottobre 1910 - 7 febbraio 1917 nominato vescovo di Santa Rosa de Osos)
- Francisco Cristóbal Toro Correa † (8 febbraio 1917 - 16 novembre 1942 deceduto)
- Luis Andrade Valderrama, O.F.M. † (16 giugno 1944 - 9 marzo 1955 dimesso[4])
- Guillermo Escobar Vélez † (1º aprile 1955 - 28 luglio 1969 dimesso[5])
- Eladio Acosta Arteaga, C.I.M. † (6 marzo 1970 - 10 ottobre 1992 ritirato)
- Ignacio José Gómez Aristizábal (10 ottobre 1992 - 12 gennaio 2007 ritirato)
- Orlando Antonio Corrales García (12 gennaio 2007 - 3 maggio 2022 ritirato)[6]
- Hugo Alberto Torres Marín, dal 25 gennaio 2023

## Statistiche
L'arcidiocesi nel 2022 su una popolazione di 286.461 persone contava 251.313 battezzati, corrispondenti all'87,7% del totale.
| anno | popolazione | popolazione | popolazione | presbiteri | presbiteri | presbiteri | presbiteri                | diaconi | religiosi | religiosi | parrocchie |
| anno | battezzati  | totale      | %           | numero     | secolari   | regolari   | battezzati per presbitero | diaconi | uomini    | donne     | parrocchie |
| ---- | ----------- | ----------- | ----------- | ---------- | ---------- | ---------- | ------------------------- | ------- | --------- | --------- | ---------- |
| 1950 | 184.000     | 1.894.900   | 9,7         | 53         | 53         |            | 3.471                     |         |           | 74        | 23         |
| 1959 | 198.500     | 198.926     | 99,8        | 40         | 40         |            | 4.962                     |         |           | 90        | 19         |
| 1964 | 197.575     | 198.876     | 99,3        | 47         | 47         |            | 4.203                     |         |           | 97        | 22         |
| 1968 | 263.080     | 286.012     | 92,0        | 51         | 51         |            | 5.158                     |         |           | 134       | 19         |
| 1976 | 286.100     | 298.100     | 96,0        | 70         | 65         | 5          | 4.087                     |         | 5         | 160       | 34         |
| 1980 | 314.254     | 327.454     | 96,0        | 62         | 59         | 3          | 5.068                     |         | 4         | 152       | 34         |
| 1990 | 150.700     | 164.000     | 91,9        | 67         | 59         | 8          | 2.249                     | 2       | 8         | 64        | 27         |
| 1999 | 150.000     | 160.000     | 93,8        | 76         | 76         |            | 1.973                     | 3       |           | 79        | 25         |
| 2000 | 150.000     | 160.000     | 93,8        | 103        | 91         | 12         | 1.456                     | 4       | 12        | 85        | 27         |
| 2001 | 150.000     | 160.000     | 93,8        | 70         | 68         | 2          | 2.142                     | 1       | 2         | 90        | 27         |
| 2002 | 160.000     | 180.000     | 88,9        | 72         | 72         |            | 2.222                     |         |           | 45        | 25         |
| 2003 | 140.000     | 150.000     | 93,3        | 73         | 73         |            | 1.917                     | 2       | 85        | 45        | 25         |
| 2004 | 160.000     | 180.000     | 88,9        | 70         | 70         |            | 2.285                     | 2       | 85        | 50        | 25         |
| 2010 | 249.000     | 272.000     | 91,5        | 97         | 97         |            | 2.567                     | 3       | 85        | 77        | 48         |
| 2014 | 250.200     | 282.400     | 88,6        | 86         | 86         |            | 2.909                     | 3       | 85        | 76        | 48         |
| 2017 | 247.970     | 280.940     | 88,3        | 92         | 92         |            | 2.695                     |         | 85        | 56        | 48         |
| 2020 | 246.020     | 280.650     | 87,7        | 91         | 91         |            | 2.703                     |         |           | 54        | 48         |
| 2022 | 251.313     | 286.461     | 87,7        | 96         | 96         |            | 2.617                     |         |           | 49        | 49         |